# نمل نطاط
نمل جاك النطّاط، (الاسم العلمي: Myrmecia pilosula)، المعروف أيضاً باسم جاك العبور أو جاك القفز، هو نوع من النمل السام الأستراليّ. في معظم الأحيان يتواجد على اليابسة في ولاية تاسمانيا وجنوب شرق أستراليا، وهو عضو في جنس نمل الثور (Myrmecia)، فصيلة Myrmeciinae، وقد تم وصفها رسميًا وتسميتها من قبل عالم الحشرات البريطاني فريدريك سميث في عام 1858. ويعرف هذا النوع بقدرته على القفز لمسافات طويلة. العمال والذكور هم بنفس الحجم تقريبًا: من 12 إلى 14 ملليمتر (من 0.47 إلى 0.55 بوصة) بالنسبة للعمال، ومن 11 إلى 12 ملليمتر (من 0.43 إلى 0.47 بوصة) للذكور. يبلغ طول الملكة حوالي 14 إلى 16 ملليمترًا (0.55 إلى 0.63 بوصة) وتتشابه في المظهر مع العمال، ولكن يمكن التعرف على الذكور من خلال فكوكهم الأصغر بشكل ملحوظ.
تنشط نملة جاك القفز بشكل رئيسي خلال النهار وتعيش في البيئات المفتوحة، حيث تعشش في الأدغال والغابات والغابات المفتوحة الجافة، وتحيط بها الحصى والتربة الرملية، والتي يمكن العثور عليها في المناطق الريفية وتكون أقل شيوعًا في المناطق الحضرية. إنها تفترس الحشرات الصغيرة وتستخدم ستينجر بلا حواف لقتل الحشرات الأخرى عن طريق حقن السم. أنواع النمل الأخرى وغيرها من اللافقاريات المفترسة تفترس النمل النطناط. العامل المتوسط لديه متوسط العمر المتوقع لأكثر من سنة واحدة. العمال هم من gamergates، مما يسمح لهم بالتكاثر مع النمل، سواء كانت الملكة موجودة أم لا في المستعمرة. النمل هو جزء من مجمع الأنواع Myrmecia pilosula. من المعروف أن هذا النمل وأعضاء آخرين في المجمع لديهم زوج واحد فقط من الكروموسومات.
لدغة هذا النوع من النمل بشكل عام تؤدي فقط إلى رد فعل موضعي خفيف في البشر؛ الا انها واحدة من أنواع النمل القليلة التي يمكن أن تكون خطرة على البشر، إلى جانب النمل الآخر في جنس Myrmecia. سم النمل يولد مناعة بشكل خاص لسم الحشرات؛ السم يسبب حوالي 90 ٪ من الحساسية بالنسبة إلى النمل الأسترالي. في المناطق الموبوءة، طور ما يصل إلى 3 ٪ من السكان حساسية من السم وحوالي نصف هؤلاء الأشخاص المصابين بالحساسية يمكن أن يعانون من الحساسية المفرطة (زيادة معدل ضربات القلب، انخفاض ضغط الدم، وأعراض أخرى)، مما قد يؤدي إلى الوفاة في مناسبات نادرة. بين عامي 1980 و2000، كان هناك أربع وفيات بسبب الحساسية المفرطة من لسعات نمل جاك، كلهم في تسمانيا. يمكن علاج الأفراد المعرضين لتفاعلات الحساسية الشديدة الناجمة عن لسعة النمل عن طريق العلاج المناعي للحساسية (إزالة الحساسية).

## التصنيف والأسماء الشائعة

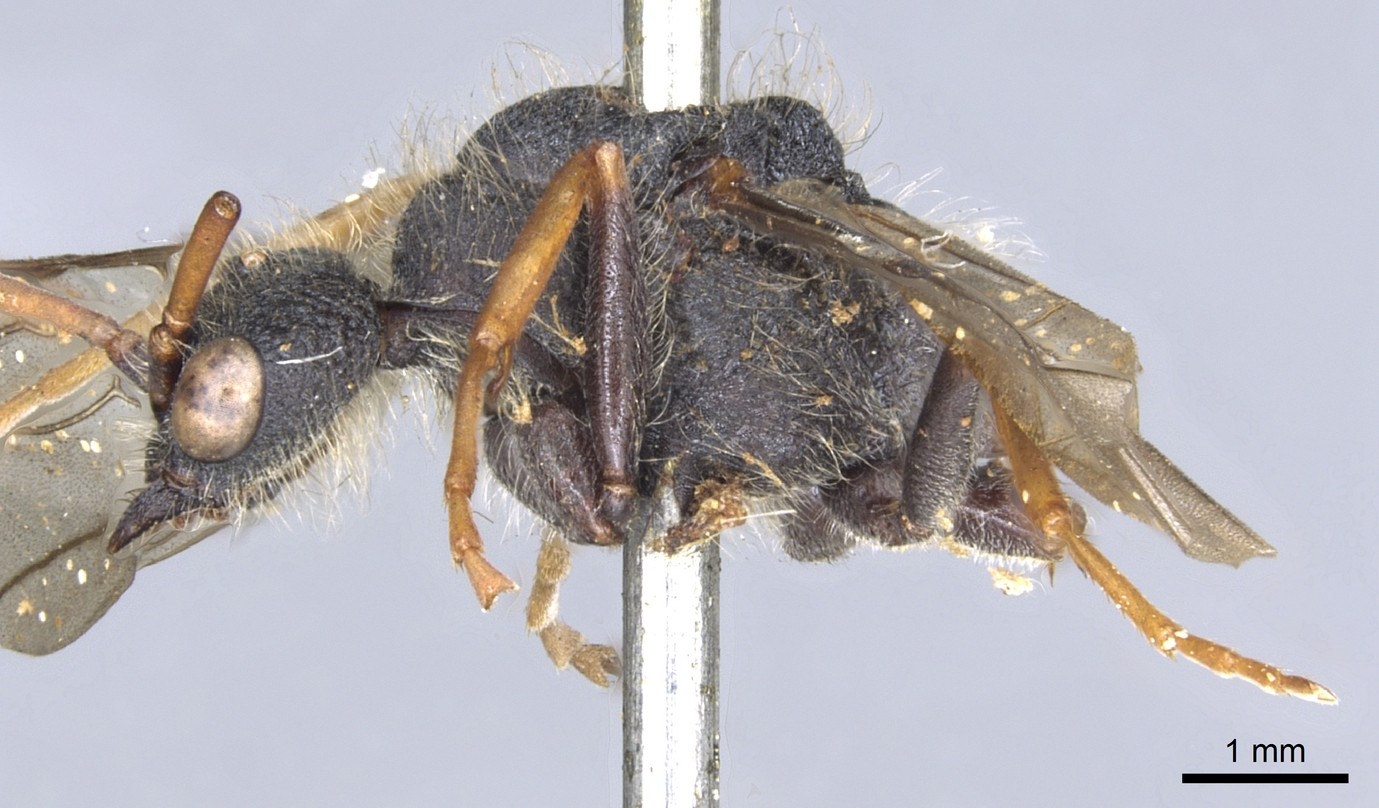
نموذج العينة الأصلية (فقدان البطن) Ponera ruginoda

الاسم المحدد مستمد من الكلمة اللاتينية pilose ، بمعنى «مغطاة بالشعر الناعم». تم التعرف على النملة لأول مرة في عام 1858 من قبل عالم الحشرات البريطاني فريدريك سميث في كتالوجه من الحشرات الغشائية في مجموعة المتحف البريطاني الجزء السادس ، تحت اسم ذات الحدين Myrmecia pilosula من العينات التي جمعها في هوبارت في تسمانيا.   هناك، وصف سميث عينات العامل والملكة والذكور.  نموذج النوع موجود في المتحف البريطاني في لندن. في عام 1922، عالم الحشرات الأمريكي وليام مورتون ويلر أنشأ جنيس Halmamyrmecia الذي يتميز بسلوكه القفز، وتم تصنيف نملة جاك العبور كنوع نمطي. ومع ذلك، قام جون كلارك في وقت لاحق بمرادفة Halmamyrmecia تحت المسمى الفرعي Promyrmecia في عام 1927  ووضع النملة في جنيس في عام 1943. قام ويليام ويليامز بمرادفة Promyrmecia بسبب عدم وجود أدلة مورفولوجية من شأنها أن تجعلها تتميز عن Myrmecia ووضعت فيما بعد نملة جاك القفز في الجنس في عام 1953.
تم نشر مرادف واحد لهذا النوع - Ponera ruginoda (يُعرف أيضًا باسم Myrmecia ruginoda)،  وصفه سميث في نفس العمل، وقد تم في الأصل وصف عينة من الرجال من نوع النموذج النوعي لهذا المرادف.  تم وضع Ponera ruginoda في البداية في أجناس Ectatomma و Rhytidoponera ،  ولكن تم تصنيفه لاحقًا باعتباره مرادفًا جديدًا لنملة جاك العبور، بعد مقارنة كل عينة منها. تعتبر النملة جزءًا من مجموعة الأنواع Myrmecia pilosula ، وهي مجموعة من الأنواع التي تم تعريفها لأول مرة بواسطة عالم الحشرات الإيطالي كارلو إيمري. مجمع الأنواع هو مجموعة أحادية اللون، حيث ترتبط الأنواع ارتباطًا وثيقًا ببعضها البعض ولكن علاقتها الوراثية الفعلية بعيدة. من بين أعضاء هذه المجموعة.

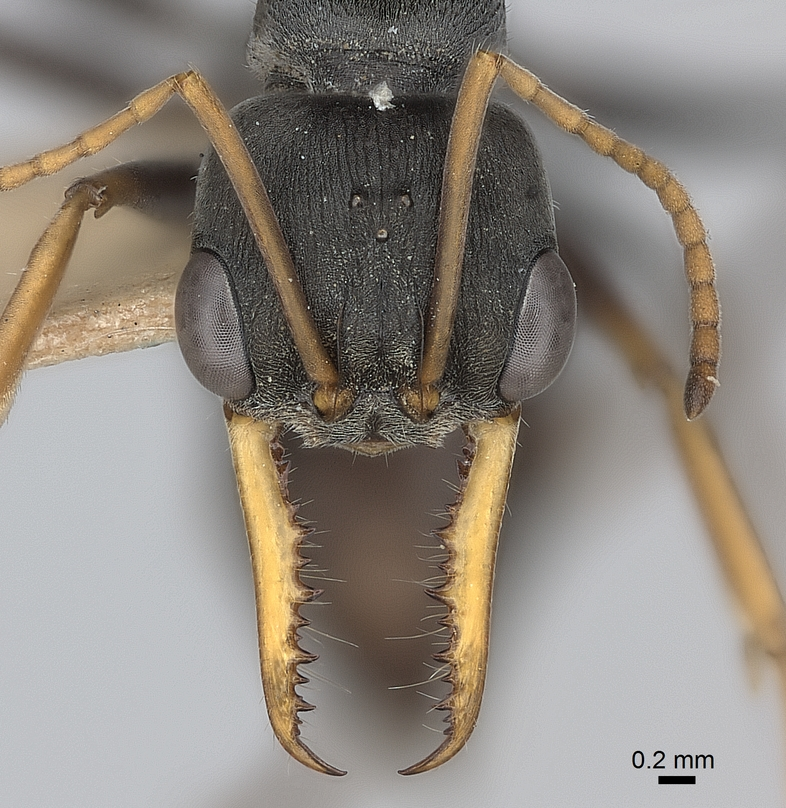
عينة عن قرب. هذه النملة تقوم بالهجوم باستخدام كل من الفك السفلي واللدغ.

مثل أقاربها، تمتلك النملة لسعة قوية وفك سفلي كبير. قد تكون هذه النملة سوداء أو حمراء داكنة اللون، وقد يكون لها أرجل صفراء أو برتقالية. النملة متوسطة الحجم مقارنة بأنواع أخرى من Myrmecia ، حيث يتراوح حجم العمال عادة بين 12 إلى 14 مليمتر (0.47 إلى 0.55 بوصة) طويلة.
الملكة لها مظهر مماثل للعمال، لكن جسدها الأوسط غير منتظم وأكثر خشونة. والملكة هي الأكبر أيضاً، بقياس 14 إلى 16 مليمتر في الطول. الذكور إما أصغر أو بنفس حجم العمال، حيث يتراوح حجمهم بين 11 إلى 12 مليمتر.

## التوزيع والسكن

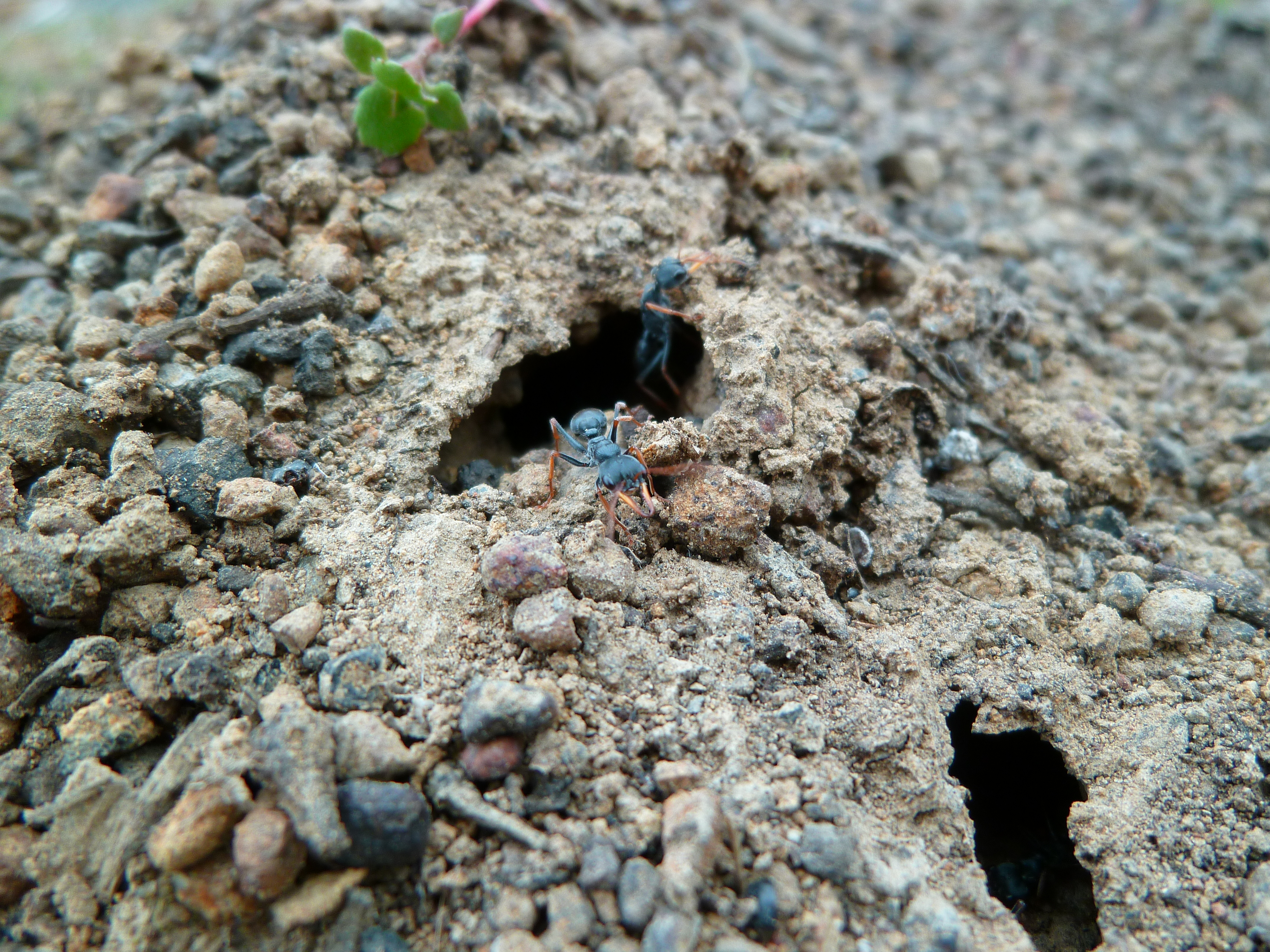
عاملان يقفان على الحراسة أمام مدخل عشهما

إن نمل جاك النطاط وفير في معظم أستراليا، كونه من بين أكثر أنواع النمل الكبير شيوعًا التي يمكن أن نجدها. يمكن العثور على النمل في الطرف الجنوبي الغربي من غرب أستراليا،  حيث شوهد في التلال الرملية حول ألباني وموندارنج والدنمارك والترجي. نادرا ما يتم رؤية النملة في المناطق الشمالية من غرب أستراليا. في جنوب أستراليا، يوجد بشكل شائع في المناطق الجنوبية الشرقية من الولاية، وكثيراً ما تصادفه في جبل لوفتي (ولا سيما تلال أديلايد) ونورمانفيل وهاليت كوف وألدغيت، لكنها غير موجودة في المناطق الشمالية الغربية. . هناك عدد كبير من السكان على الساحل الغربي لجزيرة كانجارو. ينتشر النمل النطاط على نطاق واسع في جميع أنحاء فيكتوريا، ولكن هذا النوع غير شائع في ملبورن. في نيو ساوث ويلز، توجد أعشاش في جميع أنحاء الولاية بأكملها (باستثناء شمال غرب نيو ساوث ويلز). النمل واسع الانتشار في إقليم العاصمة الأسترالية. في ولاية كوينزلاند، لا توجد النمل إلا على طول الساحل الجنوبي الشرقي للولاية، حيث يتم اكتشافها بشكل متكرر في جبال بونيا وفليتشر وستانثورب وصنشاين كوست وجبل تامبورين وميلمران، وقد تم العثور عليهم في أقصى الشمال مثل روكهامبتون.   وتعيش النملة أيضًا في كل ولاية تسمانيا، ولكن لم يتم التحقق من وجودها في الإقليم الشمالي.

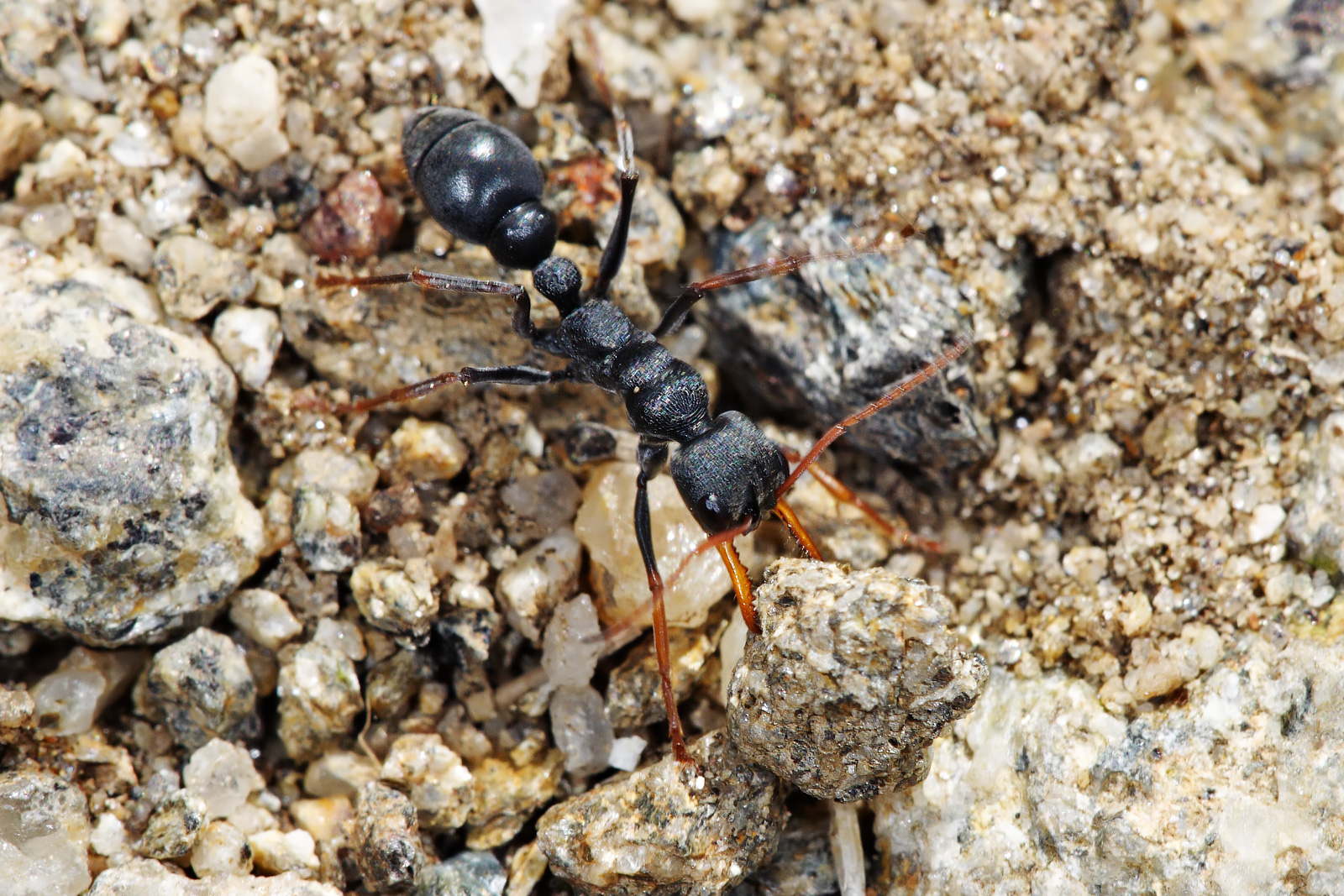
عامل يسحب حصاة

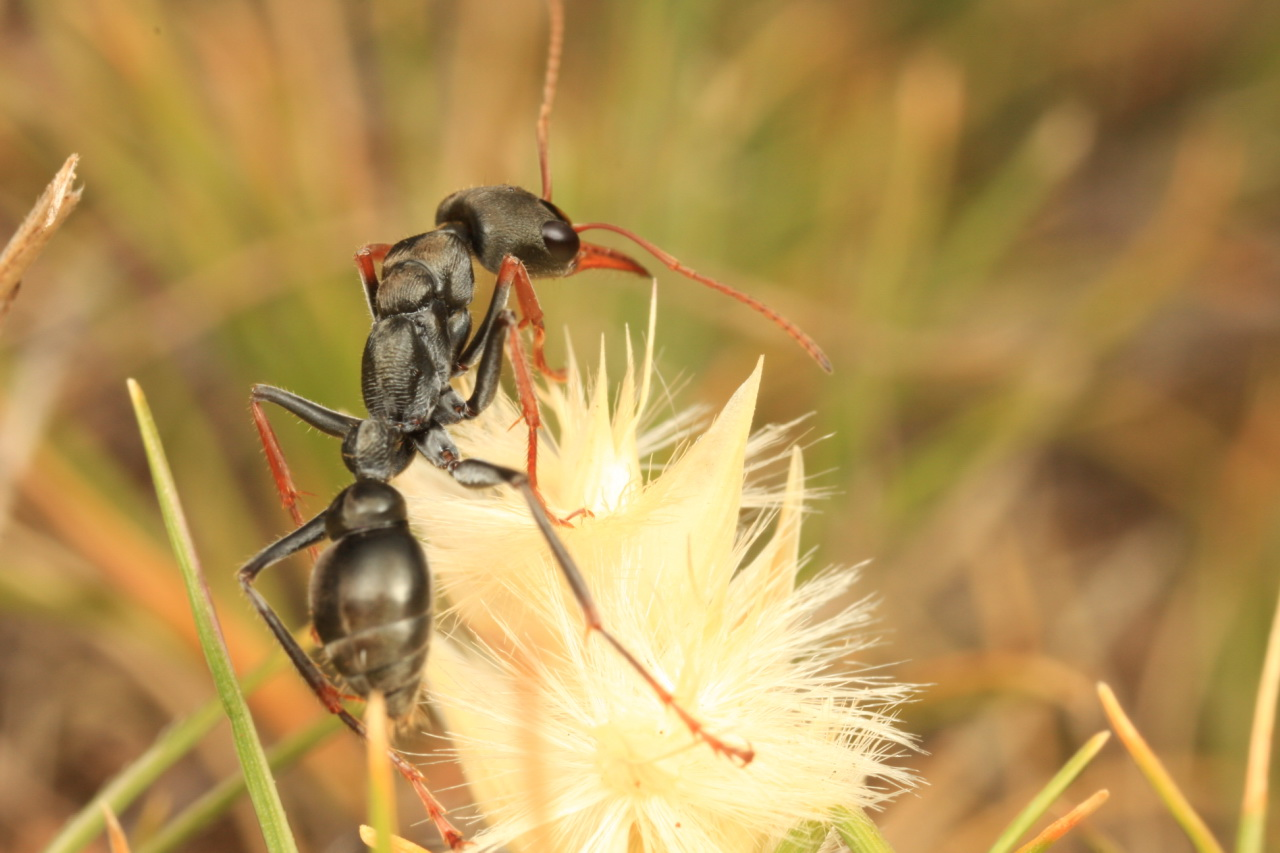
عامل يبحث عن الطعام فوق زهرة جافة

### الافتراس

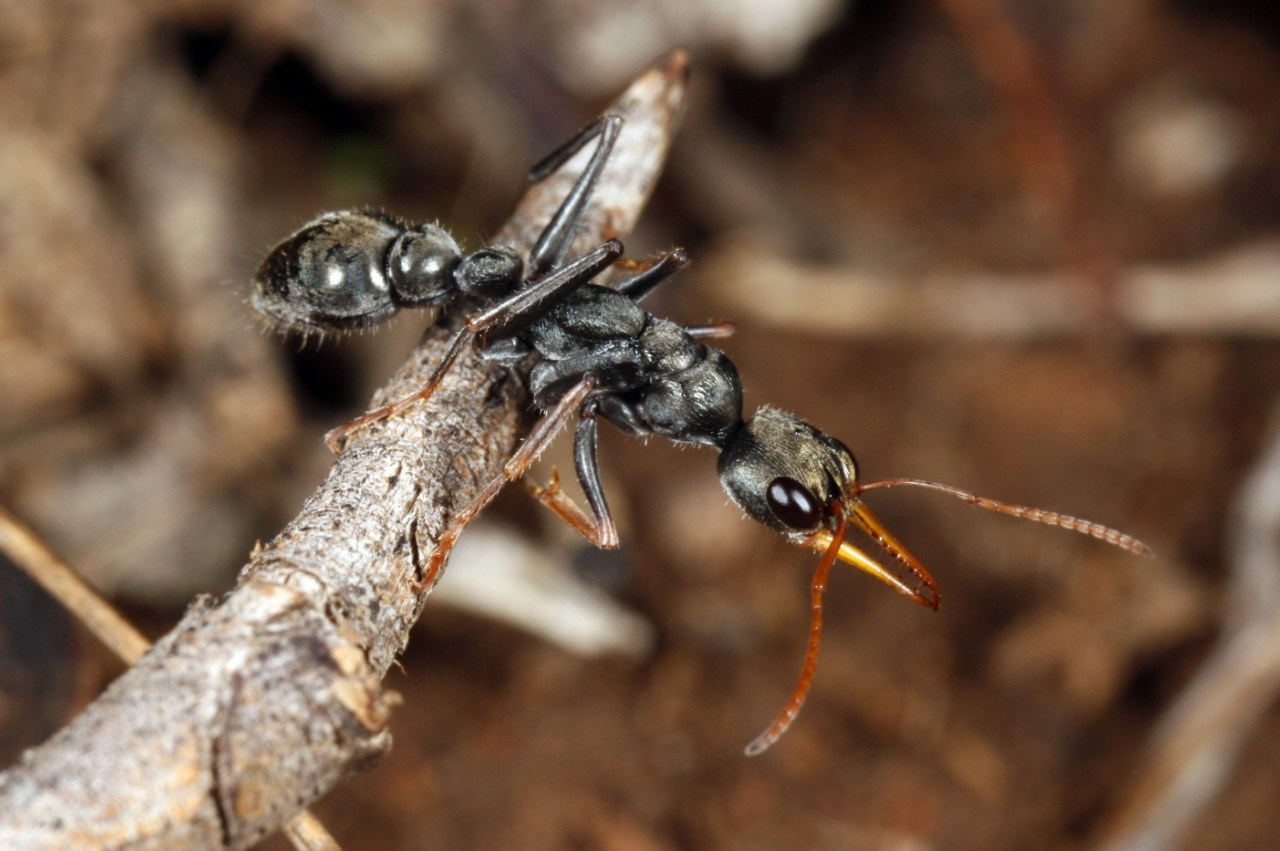
عامل يبحث عن الطعام على جذع

على عكس العديد من النمل الأخرى التي تستخدم الرائحة بحثًا عن الطعام، يستخدم النمل جاك نظرهم لاستهداف فرائسهم، وذلك باستخدام حركات سريعة للرأس والجسم للتركيز على فرائسهم بأعينهم المتضخمة. مثل النمل الثور الأخرى، فهي الانفرادي عندما العلف، ولكن العمال فقط أداء هذا الدور. هذه النمل هي حيوانات آكلة اللحوم  وزبالون، يبحثون عادة في درجات حرارة أكثر دفئًا. فهي تلدغ لسعات مؤلمة، والتي تكون فعالة في قتل كل من الفريسة وردع الحيوانات المفترسة. يمتلك لاعبا جاك اللدغة اللينة، وبالتالي يمكن اللدغة إلى أجل غير مسمى. جاك النمل الطائر صيادون مهرة، ويرجع ذلك جزئيا إلى رؤيتهم الممتازة. حتى يتمكنوا من قتل والتهام الدبابير والنحل. كما أنهم يقتلون ويأكلون النمل الآخر، مثل النمل النجار (Camponotus)  ويتغذون على إفرازات الأزهار الحلوة ومحاليل السكر الأخرى. غالباً ما يبحث لاعبا جاك عن العناكب، وسوف يتبعون في بعض الأحيان فرائسهم لمسافة قصيرة، عادةً مع الحشرات الصغيرة والمفصليات الصغيرة. النمل جاك الطائر، جنبا إلى جنب مع M. simillima ، أعطيت المجمدة الذباب (الذبابة المنزلية) والذباب (الخوتعيات) كغذاء في ظل ظروف الاختبار. لوحظ أن النملة تهرب وتقفز بقوة على الذباب عندما تهبط، خاصة على شجيرات السنط أو النباتات أو الأشجار. لاعبي جاك ونمل Myrmecia الآخر يفترسون الحشرات مثل الصراصير والصراصير.

## علم الوراثة
يوجد جينوم نملة جاك العبور على زوج واحد من الكروموسومات (الذكور لديهم كروموسوم واحد فقط، حيث يكونون أحادي الصبغيات). هذا هو أقل عدد معروف (ممكن بالفعل) لأي حيوان، وهو رقم مشترك مع الدودة الطفيلية Parascaris equorum univalens . تمت مناقشة تصنيف نمل جاك البلوز تصنيفًا حيويًا كنوع بيولوجي واحد في مجمع الأنواع Myrmecia pilosula . تحتوي النملة على تسعة مواضع متعددة الأشكال، والتي أسفرت عن 67 أليل.

## التفاعل مع البشر

### التاريخ
تم تسجيل أول حساب معروف لوفيات النمل في أستراليا لأول مرة في عام 1931؛ توفي اثنان من البالغين وفتاة من نيو ساوث ويلز من لسعات النمل، وربما من النملة جاك النطّاطة أو Myrmecia pyriformis . بعد ذلك بثلاثين عامًا، تم الإبلاغ عن حالة وفاة أخرى في عام 1963 في تسمانيا. وقد أشارت النتائج التاريخية وIgE إلى أن هذين النوعين أو ربما الأنواع الأخرى كانت مسؤولة عن جميع الوفيات المسجلة.
بين عامي 1980 و 2000، كان هناك أربع وفيات مسجلة،  جميعها في تسمانيا وكلها بسبب صدمة الحساسية.  جميع المرضى المعروفين الذين ماتوا من لسعات قفز جاك يبلغون من العمر 40 عامًا على الأقل وأصيبوا بأمراض قلبية رئوية. تم اكتشاف الوذمة الحنجرة وتصلب الشرايين التاجية في معظم حالات تشريح الجثث. توفي معظم الضحايا في غضون 20 دقيقة بعد تعرضهم لسعات. قبل إنشاء أي برنامج لإزالة الحساسية، كان معدل الوفيات شخصًا واحدًا كل أربع سنوات من اللدغة.
قبل العلاج المناعي للسم، كان العلاج المناعي لمستخلص الجسم كله يستخدم على نطاق واسع بسبب فعاليته الواضحة، وكان العلاج المناعي الوحيد المستخدم في النمل. ومع ذلك، تم الإبلاغ عن حالات فشل فادحة وهذا أدى إلى قيام العلماء بالبحث عن طرق بديلة لإزالة الحساسية. ثبت لاحقًا أن العلاج المناعي لمقتطفات الجسم كله غير فعال، وتم العثور على العلاج المناعي للسم بأنه آمن وفعال في الاستخدام. لفت كلارك بول اهتمامًا طبيًا أولاً إلى نملة جاك جاك عام 1986، وقبل ذلك، لم يكن هناك أي سجل لسجلات تفاعلات الحساسية أو الدراسة على سموم اللدغة لديهم. بدأ تحديد مسببات الحساسية للسم في أوائل التسعينيات استعدادًا للاستخدام العلاجي. تم استخدام مقتطفات الجسم كله لأول مرة لإزالة الحساسية من المرضى، ولكن تبين أنها غير فعالة وتم سحبها لاحقًا. وقد تبين أن العلاج المناعي للسم يقلل من خطر ردود الفعل الجهازية، مما يدل على أنه يمكن توفير العلاج المناعي للحساسية المضادة لللدغة.
في عام 2003، أنشأ البروفيسور سيمون براون برنامج إزالة جاك الرافع، على الرغم من تعرض البرنامج لخطر الإغلاق. منذ إنشاء البرنامج، لم يتم تسجيل أي وفاة منذ عام 2003. ومع ذلك، قد تكون النملة مسؤولة عن وفاة رجل بانبوري في عام 2011.

## روابط خارجية
- جاك الطائر النمل في كتالوج الحياة
- جاك الطائر النملة في الموارد البروتين العالمي
- فيديو عن Jack jumper ant - يوتيوب
- موقع JJA برنامج إزالة الحساسية